# Jurignac
Jurignac is een plaats en voormalige gemeente in het Franse departement Charente (regio Nouvelle-Aquitaine) en telt 518 inwoners (2005). De plaats maakt deel uit van het arrondissement Angoulême. Op 1 januari is Jurignac gefuseerd met de gemeenten Aubeville, Mainfonds en Péreuil tot de gemeente Val des Vignes. 

## Geografie
De oppervlakte van Jurignac bedraagt 15,9 km², de bevolkingsdichtheid is 32,6 inwoners per km².
De onderstaande kaart toont de ligging van Jurignac met de belangrijkste infrastructuur en aangrenzende gemeenten.

## Demografie
Onderstaande figuur toont het verloop van het inwonertal (bron: INSEE-tellingen).